# Bell Gardens (miasto)
Bell Gardens – miasto w Stanach Zjednoczonych, w stanie Kalifornia, w hrabstwie Los Angeles. W 2010 zamieszkiwało je 42 072 osób. Miasto leży na wysokości 37 metrów n.p.m. i zajmuje powierzchnię 6,379 km².
Prawa miejskie uzyskało 1 sierpnia 1961.